# NGC 4791
NGC 4791 (również PGC 43950) – galaktyka spiralna (S), znajdująca się w gwiazdozbiorze Panny. Odkrył ją Albert Marth 25 marca 1865 roku. Jest to galaktyka z aktywnym jądrem typu LINER.